# NGC 2380
NGC 2380 = NGC 2382 ist eine linsenförmige Galaxie vom Hubble-Typ SB0 im Sternbild Großer Hund am Südsternhimmel. Sie ist schätzungsweise 70 Millionen Lichtjahre von der Milchstraße entfernt und hat einen Durchmesser von etwa 45.000 Lichtjahren.
Das Objekt wurde am 5. Februar 1837 von John Herschel entdeckt.